# Municipio de Oak Level
El municipio de Oak Level (en inglés: Oak Level Township) es un municipio ubicado en el  condado de Nash en el estado estadounidense de Carolina del Norte. En el censo del año 2010 tenía una población de 6.995 habitantes.Tiene una población estimada, en 2019, de 6.479 habitantes.

## Geografía
El municipio de Oak Level se encuentra ubicado en las coordenadas 35°56′42.56″N 77°53′24.94″O / 35.9451556, -77.8902611.